# Cabo da Desolação
Cabo da Desolação (em dinamarquês:  Kap Desolation) também conhecido como Cabo Brill, é um promontório localizado no município de Kujalleq, no sudoeste da Groenlândia.

## Localização
O cabo está localizado a cerca de 17 km a noroeste do Cabo Thorvaldsen perto dos assentamentos de Arsuk e Ivittuut. O cabo está em uma área cercada de falésias recortadas com a cordilheira de Killavaat ao fundo. As Ilhas Torstein estão situadas a 9,5 km a oeste do Cabo da Desolação.